# Eduard Huis in 't Veld
Eduard Huis in 't Veld (Hilversum, 18 september 1953) is een Nederlands televisieregisseur.

## Loopbaan
Huis in 't Veld werd geboren in Hilversum. Na de middelbare school ging hij naar de Nederlandse Filmacademie. In 1974 ging hij werken als televisieregisseur. Hij produceerde meer dan 500 televisieprogramma's. Dit waren onder andere spelprogramma's en praatprogramma's muziekspecials en reclamespots.
Ook regisseerde hij producties in onder meer België, Denemarken, Duitsland, Italië, Australië, Mexico en de Verenigde Staten. Ook regisseerde hij diverse live-uitzendingen. In 2007 regisseerde hij het Junior Eurovisiesongfestival. Daarnaast regisseerde hij dvd's van diverse Nederlandse artiesten.